# El miedo del portero al penalti
El miedo del portero al penalti es un cuento de 1970 del escritor austriaco Peter Handke. Fue adaptado al cine por Wim Wenders en 1972.

## Trama
Cuando el instalador Josef Bloch llega al trabajo un hermoso día de octubre, sólo el capataz de la caseta de construcción levanta la vista de su desayuno. Bloch, otrora conocido portero cuya carrera se arruinó cuando dejó pasar el balón entre sus piernas durante un penalti, interpreta esto como un despido y deja su trabajo. Deambula sin rumbo por la ciudad, va al cine, se aloja en un hotel, se emborracha, intenta en vano llamar a amigos y va al estadio. Ruidos y gestos, las malas palabras de un taxista y los saludos de un policía, la naturalidad con la que la cajera le da el cambio en el cine: todo le parece extraño. De forma bastante inesperada, acaba en la cama con la cajera del cine. Sólo cuando de repente la estrangula tiene por un momento la impresión de que ha influido activamente en su entorno. Su percepción es hipersensible, cree oír incluso el polvo que cae contra la ventana. Todo le parece sin sentido, se siente arrancado del mundo y ya no comprende las conversaciones y las palabras más simples. Bloch deambula como un vagabundo en la ciudad, su percepción está visiblemente perturbada, los objetos y sus nombres ya no parecen encajar, ya no puede separar lo importante de lo que no lo es, busca argumentos, apenas puede mantener una conversación significativa y se deja llevar por su infundado deseo de moverse. Una mañana, Bloch descubre su fotografía policial en el periódico, pero en lugar de escapar, va a un partido de fútbol. En el campo, el árbitro sanciona un penalti. La historia termina, sin resolver el caso de asesinato, en que Bloch explica el penalti a un espectador: si el lanzador presta atención a los movimientos del portero al ejecutar la pena, puede ver en qué dirección se va a lanzar y redirigir su disparo en la otra dirección en el último segundo. El lanzador del penalti corre por el campo, el portero permanece inmóvil y el balón vuela directo a sus manos.  

## Antecedentes
La lectura de Handke de Die beginnende Schizophrenie (El comienzo de la esquizofrenia) de Klaus Conrad jugó un papel en el desarrollo del personaje principal Bloch, un libro al que Handke también se refirió en una declaración en el Kölner Stadtanzeiger en diciembre de 1968 y que citó en su explicación de la preimpresión parcial del texto.  “A partir de algunos síntomas de la esquizofrenia [...] desarrollé un modelo para una historia. Su objetivo era presentar la experiencia esquizofrénica [...] no trivializada como patológica, sino como algo normal en la vida" Dijo Handke al respecto: " Por lo tanto, el esquizofrénico percibe los objetos como alusiones a sí mismo, como 'juegos de palabras', metafóricamente. Éste es el principio de la narrativa, excepto que este procedimiento no se aplica a un esquizofrénico (si es hay esquizofrénicos), sino más bien un héroe "normal", un portero de fútbol. Este proceso de ver los objetos como normas no debe trivializarse como patológico, sino presentarse como parte de la vida:..." 

## Análisis
Ángel Silvelo Gabriel destaca en Todo Literatura el aislamiento patológico del protagonista: "Bloch es un hombre sin más voz que la interior, pues la que expresa al mundo a través de su boca es inconexa. Aturdida. Incluso salvaje. El miedo del portero al penalti simboliza muy bien ese desarraigo existencial del individuo frente al mundo que le ha tocado vivir. Handke, a través de su protagonista, lo expresa frente al aislamiento que muchos seres humanos sufrieron tras la finalización de la Segunda Guerra Mundial. Un aislamiento, el de los hijos de esa posguerra, que nacieron sin nada, muchos de ellos huérfanos, solos, y sin otro arraigo que el de la intemperie de la soledad y la furia de la derrota [...] Ese desasosiego interior que deviene en la paranoia de la barbarie del individuo frente a la sociedad, y que se representa muy bien a través del crimen sin dolo, pesar o cargo de conciencia, ya lo representó muy bien Albert Camus en su novela El extranjero, donde proporcionó a Meursault de todas las herramientas posibles para hablarnos del absurdo y de las consecuencias que esa falta de sentimientos tenían sobre la raza humana." 
Horst-Dieter Ebert en Der Spiegel también resaltó el marco literario de la obra: "Handke, ha escrito su libro en prosa más sencillo hasta la fecha, con este texto frío y de pesadilla, también el más cerrado e individual, a pesar de todas las afinidades descaradamente mostradas con Kleist, Kafka, Camus (que es, por supuesto, metafísico , donde Handke piensa socialmente), así como con Salustio, a quien Handke llama modelo para la orientación formal hacia una historiografía objetivante que deja de lado todos los sentimientos y motivos individuales." 

## Recepción
El tercer texto en prosa de Peter Handke, El miedo del portero al penalti, se publicó en febrero de 1970. En comparación con las novelas Die Hornissen (Los avispones) (1966) y Der Hausierer (El vendedor ambulante) (1967), el libro tuvo un gran éxito comercial. La narración, con una tirada inicial de 25.000 ejemplares, alcanzó el número nueve de la lista de libros más vendidos del Spiegel. En agosto de 1970, la editorial Suhrkamp imprimió otra edición de 6.000 ejemplares y en enero de 1971 un total de otros 24.000. 

## Adaptación cinematográfica
Dos años después de la exitosa publicación del libro y de numerosas reediciones, WDR produjo El miedo del portero al penalti como película para televisión. La dirigió Wim Wenders y se rodó en Viena y Burgenland de agosto a octubre de 1971, con los papeles principales de Arthur Brauss, Erika Pluhar, Rüdiger Vogler y Libgart Schwarz. El estreno tuvo lugar el 19 de febrero de 1972. 

## Literatura
- Handke, Peter: Die Angst des Tormanns beim Elfmeter. Frankfurt am Main 1972.
- Sebald, W. G., Unterm Spiegel des Wassers – Peter Handkes Erzählung von der Angst des Tormanns; en: Die Beschreibung des Unglücks, Fischer Taschenbuch Verlag, Frankfurt am Main 1994. ISBN 3-596-12151-5.